# のイズ
のイズは、かつて松竹芸能で活動していたお笑いコンビ。1990年結成。1999年解散。

## メンバー
- 久田 俊裕（ひさた としひろ、1969年12月24日（55歳）- ）

大阪府大阪市此花区出身、血液型A型、身長170cm。
妻は松嶋尚美（元オセロ）であり、2008年6月に結婚。
コンビ解散後は、ヒサダトシヒロとして音楽活動（ロックバンド「MARSAS SOUND MACHINE」のボーカル）に専念している。
- 池上 雅彦（いけがみ まさひこ、1964年3月3日（61歳）- ）

京都府長岡京市出身、血液型A型、身長173cm。
コンビ解散後は、芸能界を引退している。

## 概要
1990年代に活躍。主にコントを行い、「あてぶり」ネタを得意としていた。デビューして間もなく、1991年に放送開始した爆笑GONGSHOWに出演。後継番組の爆笑BOOINGでは二度の5週勝ち抜きを経て第5代グランドチャンピオンに輝き、1994年・1995年と2年連続でABCお笑い新人グランプリの最終選考にノミネートされた。関西を拠点に活動していたが、新しい波やMars TVなどの関東の番組にも出演していた。
活動は順風満帆に見えたが、突如のイズ単独ライブの直前に池上が失踪。久田が相方の実家へ乗り込んだ際に押入れに隠れていた池上を発見し、その場での話し合いの末、突然解散する事となってしまう。この経緯は、後によゐこ・TKO・DA-DA・ますだおかだ等によってそれぞれのラジオ番組にて語られた。また久田が語るところによると、のイズ解散後に京都市内のクラブでメイクをしてダンスに興じたりナンパをしている池上の姿が度々目撃されていたという。
のイズ解散後、久田はバンド「MARSAS SOUND MACHINE」（マーサスサウンドマシン）を組み、ボーカリストとして「ヒサダトシヒロ」名義にて音楽活動をしていた。MARSAS SOUND MACHINEとしてDA-DAが司会を務める番組「わらいのちから」のテーマ曲を担当した。また、バンドのメンバーには元「荒波部屋」の山根（現在は「さらば青春の光」のマネージャー）が在籍している。久田は2008年に松嶋尚美（当時はコンビ「オセロ」として活動）と入籍した。

## 受賞歴
- 1993年 関西テレビ 爆笑BOOING V5チャンピオン
- 1994年 関西テレビ 爆笑BOOING V5チャンピオン
- 1994年 関西テレビ 爆笑BOOING 第5代グランドチャンピオン

### 賞レース戦績
- 1994年 第15回ABCお笑い新人グランプリ 新人賞
- 1995年 第16回ABCお笑い新人グランプリ 新人賞

## 出演番組

### テレビ
- コンビニTV TKOのオキテ （KBS京都）
- カオスパニック （KBS京都）
- 爆笑GONGSHOW（関西テレビ）
- 新しい波（フジテレビ）
- 爆笑BOOING（関西テレビ）第5代グランドチャンピオン
- Mars TV（フジテレビ）
- 謎の処方箋 コントS錠（関西テレビ）
- 森脇健児の切磋たく丸!!（朝日放送）
- お笑いダンクシュート（NHK総合）
- うた王（奈良テレビ放送）
- お笑いの反政府ゲリラ達 など

### ラジオ
- つるべがおかず（ABCラジオ）
- 青春ベジタブル（KBS京都）

## 映像作品

### VHS
- 松竹芸能オフィシャルビデオ（1998年10月21日、VIVY-10317）
  - 1998年に通天閣歌謡劇場にて行われたライブの模様を収録。のイズ、よゐこ、T・K・O、ますだおかだ、アメリカザリガニ、DA-DAの6組が出演。